# Летние Олимпийские игры 1952
XV Летние Олимпийские игры проходили с 19 июля по 3 августа 1952 года в Хельсинки (Финляндия). Это были первые и пока единственные Олимпийские игры, которые проводились в Финляндии. Эти игры стали самым важным международным событием из всех ранее проводимых в Финляндии.
Хельсинки получил право принимать летние Олимпийские игры 1940 года, которые впоследствии были отменены в связи с начавшейся Второй мировой войной. После её окончания Международный олимпийский комитет принял решение провести летнюю Олимпиаду 1952 года в Хельсинки.
Игры начались 19 июля 1952 года, когда закончивший карьеру финский бегун Пааво Нурми зажёг олимпийский огонь. В играх приняли участие 4925 спортсменов, 518 из которых были женщины. В соревнованиях принимали участие 69 стран, между которыми разыгрывалось в общей сложности 149 комплектов медалей в 43 категориях. США были самой успешной страной из стран-участниц. Второе место по числу медалей получили спортсмены Советского Союза, которые впервые в истории приняли участие в Олимпийских играх. Принимающая Олимпиаду Финляндия стала восьмой, получив 22 медали, в том числе шесть золотых.

## Выбор столицы Олимпиады и подготовка к Играм

### Подача заявки
После успеха финских спортсменов на Олимпийских играх 1912 года в Финляндии не раз возникала идея о проведении собственных Олимпийских игр. Например, будущий депутат парламента и член Олимпийского комитета Эрик фон Френкел ещё 12 сентября 1915 года в Тёёлё публично объявил, что мечтает об Олимпийских играх в Финляндии. Финские спортсмены с успехом выступали и в 1920 году на играх в Антверпене, и поэтому финские спортивные функционеры с энтузиазмом начали этап проектирования олимпийского стадиона в Хельсинки. Центральная спортивная ассоциация Финляндии начала строительство стадиона в 1927 году, чтобы подтвердить способность Хельсинки принять Олимпийские игры. В том же году представитель Финляндии Эрнст Эдвард Крогиус объявил Международному Олимпийскому комитету (МОК) о готовности Финляндии к проведению соревнований. В 1930 году началась подготовка к подаче заявки на проведение Игр 1936 года, так как уже был предложен проект Олимпийского стадиона в Хельсинки. Но всё-таки Финляндия была выставлена в качестве кандидата на проведение Игр 1940 года. Права на проведение Олимпиады тогда всё-таки получил Токио, а не Хельсинки, но уже в июле 1937 года началась японо-китайская война, и Токио объявил, что не сможет принять Олимпийские игры. Четыре дня спустя МОК объявил о переносе Игр XII Олимпиады в Хельсинки, который согласился взять на себя задачу подготовки, хотя до начала Игр оставалось сравнительно мало времени.
1 сентября 1939 года после нападения немецких войск на Польшу началась Вторая мировая война. Организационный комитет, однако, продолжал готовиться к соревнованиям, но 30 ноября  Советский Союз заявил о наличии состояния войны с Финляндией. Учитывая перерыв, вызванный войной, и сложную экономическую ситуацию, 20 марта 1940 года оргкомитет по подготовке Олимпийских игр сообщил о приостановке подготовки к проведению Игр. 20 апреля 1940 года по итогам совещания Финляндского Олимпийского комитета было принято решение об отказе проведения Олимпийских игр в Финляндии. Об отмене Игр XII Олимпиады МОК официально объявил 2 мая 1940 года. В это время Германия уже оккупировала Данию и Норвегию.
После окончания Второй мировой войны в качестве столицы летних Олимпийских игр 1948 года (игры 1944 года были также отменены из-за войны) был назначен Лондон. Хельсинки не оставлял попыток добиться получения прав на проведение Игр и выдвинул свою кандидатуру на следующие Игры 1952 года. 21 июня 1947 года на конгрессе МОК в Стокгольме Хельсинки был избран городом-организатором, обойдя таких серьёзных конкурентов, как Амстердам, Лос-Анджелес, Миннеаполис, Детройт, Чикаго и Филадельфия. Хельсинки был вполне готов к проведению Игр, так как многие из объектов были уже построены к прошлому сроку. 8 сентября 1947 года был создан Организационный комитет XV Олимпийских игр. Председателем комитета стал Эрик фон Френкель, который был членом МОК и одним из основных защитников права Хельсинки на проведение Олимпийских игр.
| Город        | Страна     | Раунд 1 | Раунд 2 |
| Хельсинки    | Финляндия  | 14      | 15      |
| Миннеаполис  | США        | 4       | 5       |
| Лос-Анджелес | США        | 4       | 5       |
| Амстердам    | Нидерланды | 3       | 3       |
| Детройт      | США        | 2       | —       |
| Чикаго       | США        | 1       | —       |
| Филадельфия  | США        | 0       | —       |

### Политическая ситуация во время игр
Политический климат во время подготовки Олимпийских игр в Хельсинки был напряжённым. На повестке дня во время заседания МОК в Вене в 1951 году было множество сложных вопросов: разворачивалась Холодная война, очень напряжёнными были отношения Израиля и арабских стран. Также обсуждалось возможное участие единой команды разделённой в то время Германии. В то же время гражданская война в Китае завершилась победой коммунистов и формированием Китайской Народной Республики. На предыдущие Олимпийские игры в Лондоне не были приглашены страны, потерпевшие поражение во Второй мировой войне, например, Япония. Израильский олимпийский комитет ещё не был признан, а германский олимпийский комитет после войны находился в стадии создания. Но несмотря на эти сложные вопросы, все эти страны были приглашены к участию в Играх в Хельсинки, даже протекторат Саар с его особым статусом, так как над этой частью Германии был введён французский контроль.
Советский Союз был признан полноправным членом МОК 7 мая 1951 года, и в декабре того же года подтвердил, что он будет участвовать в борьбе за олимпийские медали. По требованию олимпийского комитета СССР, в Хельсинки было создано две Олимпийские деревни, одна для представителей стран Соцлагеря, другая для спортсменов из капиталистических стран. В результате переговоров было принято компромиссное решение: организаторы создали вторую олимпийскую деревню в районе Отаниеми (Эспоо), однако на территории СССР фактически была создана отдельная Олимпийская деревня, где жили и тренировались основную массу времени советские спортсмены. Кроме всего прочего, в 1952 году над Олимпиадой снова нависла угроза отмены из-за мирового политического кризиса, связанного с начавшейся в 1950 году Корейской войны, и это также являлось поводом для серьёзного беспокойства Олимпийского комитета. В конце концов фон Френкель застраховал Игры на случай войны в страховой компании Ллойда.

### Строительство олимпийских объектов

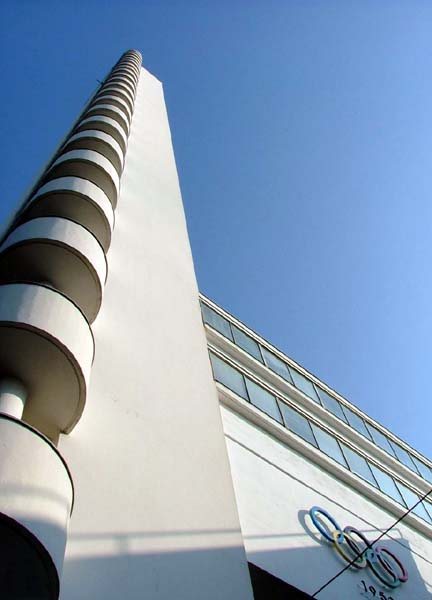
Башня Олимпийского стадиона в Хельсинки

Большинство олимпийских объектов было построено ещё к 1940 году, в том числе и один из шедевров северного функционализма — башня Олимпийского стадиона (архитекторы — Тойво Янтти и Юрьё Линдегрен), но некоторые из объектов нуждались в небольшой реконструкции или расширении. Кроме того, для Олимпийских игр надо было построить новый плавательный бассейн. Олимпийскую деревню было решено возвести в Кяпюля (Käpylä), так как этот район Хельсинки уже был обустроен для Игр, которые планировалось провести в 1940 году. Женщины проживали в Мейлахти (Meilahti), где расположилось училище для медсестёр. Спортсмены из Советского Союза проживали в Отаниеми. Для приёма гостей и участников соревнований в городе был построен новый аэропорт Сеутула (ныне Хельсинки-Вантаа). Чтобы спортсмены смогли попасть к южному порту, были проложены десятки километров дорог с асфальтовым покрытием. Так как отелей в Хельсинки было явно недостаточно, вокруг города были открыты многочисленные кемпинги с местами для палаток. Среди прочего было увеличено число паромов на остров Сеурасаари, где тоже можно было остановиться. Но число туристов оказалось не столь большим и, например, в Лаутасаари из 6000 палаточных мест использовалось не более восьми процентов.

### Гимн Олимпиады
Международный олимпийский комитет в 1950-е годы заявил, что никаких официальных гимнов у Олимпиады не должно быть, но организаторы могут присвоить статус гимна конкретной Олимпиады какой-нибудь специально отобранной песне. В Финляндии весной 1951 года состоялся конкурс. Сначала соревновались авторы текстов: конкурс выиграл неизвестный кандидат Нийло Партанен, второе и третье место заняли известные поэты Тойво Люю и Хейкки Асунта (всего претендентов было 51). Вёл процедуру Йоуко Толонен. Список победителей был опубликован 17 марта 1952 года. На конкурсе композиторов победил Яакко Линьяма. Он использовал текст олимпийского гимна Тойво Люю. Так как выбор гимна вёлся комитетом, состав которого не разглашался, появились сомнения в честности происходящего. После того как эти сомнения высказал известный обозреватель Ари Йоутси, список членов комитета, в котором были такие люди, как Ууно Клами, был обнародован. Единственным, кто поздравил Линьяма, был Ян Сибелиус, который сам не участвовал в конкурсе.

### Олимпийский огонь

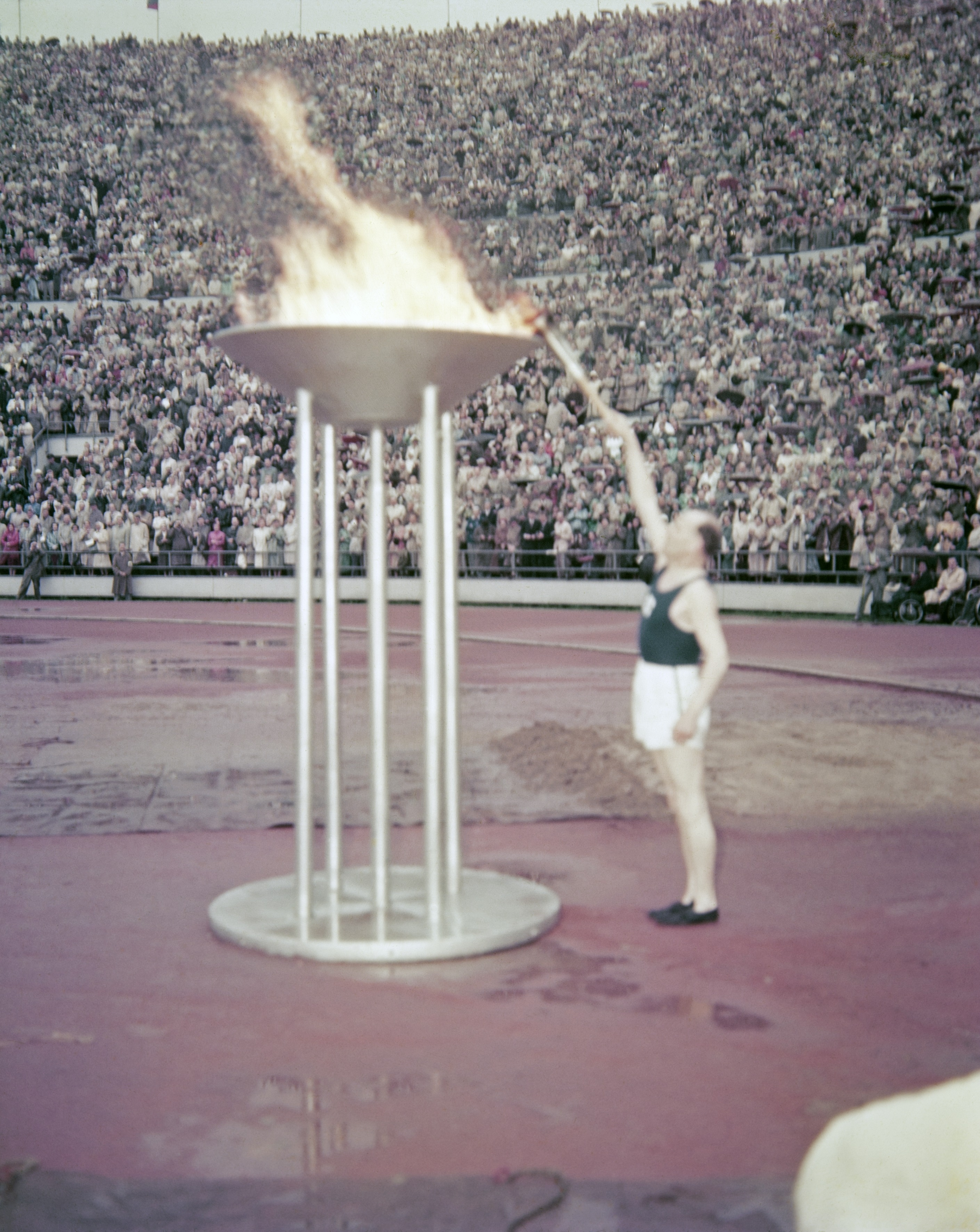
Пааво Нурми зажигает олимпийский огонь на стадионе

Дизайн олимпийского факела был придуман художниками Сакари Тохка и Аукусти Тухка.
По традиции олимпийский огонь начал свой путь на горе Олимп в Греции. Оттуда он был доставлен самолётом SAS в Ольборг (Дания). По пути до Копенгагена олимпийский огонь был пронесён спортсменами, которые представляли разные виды спорта: здесь были и легкоатлеты, и велосипедисты, и всадники, и гребцы. Из Копенгагена факел был перевезён на пароме в Мальмё (Швеция). В Швеции факел несли 700 человек — от Мальмё до Хапаранды на севере страны, где его перенесли в Торнио (Финляндия). На мосту, который соединяет Финляндию и Швецию, факел взял Вилле Пюрхюля, который донёс огонь до спортивного стадиона города Торнио. 6 июля на стадионе Торнио финны зажгли так называемый огонь полуночного солнца. Несмотря на то что день был пасмурный, этот символический огонь удалось зажечь, при этом использовался сжиженный углеводородный газ. От Торнио до Хельсинки факел пронесли в общей сложности 1200 человек. Олимпийский огонь мог бы быть доставлен в Хельсинки через Советский Союз, но, так как формальности не были улажены в срок, этого не произошло. Путь олимпийского огня составил в общей сложности 7870 километров (из которых 3125 на самолёте), начался 25 июня и закончился 19 июля 1952 года. Главный олимпийский огонь был зажжён на Олимпийском стадионе, а небольшие символические факелы были зажжены в Хямеэнлинне и других местах города.
- : Олимпия — Коринф — Афины
- : Ольборг — Орхус — Вайле — Оденсе — Сорё — Копенгаген
- : Мальмё — Хельсингборг — Лахольм — Гётеборг — Йёнчёпинг — Норрчёпинг — Эребру — Стокгольм — Уппсала — Фалун — Евле — Худиксвалль — Сундсвалль — Умео — Шеллефтео — Буден — Хапаранда
- : (огонь полуночного солнца: Палластунтури — Рованиеми — Торнио) — Оулу — Коккола — Ювяскюля — Тампере — Хельсинки[5]

## Игры

### Церемония открытия
Церемония открытия Олимпиады в Хельсинки состоялась 19 июля. Хотя погода была дождливой и холодной и крыша стадиона покрывала не все трибуны, а только главную, на открытие олимпиады собралось 70 435 человек. На приветственный марш вышли 5 469 человек из 67 стран, что в то время было рекордным числом. После марша все участники сошлись на центральном поле стадиона, где их приветствовал Эрик фон Френкель — председатель оргкомитета. Он произнёс приветствие не только на официальных языках Финляндии, финском и шведском, но и на французском и английском языках. После этого со словами приветствия выступил президент страны Юхо Кусти Паасикиви. После речей под музыку Аарру Мериканто «Олимпийские фанфары», сочинённую уже к 1940 году, был вынесен олимпийский флаг. Олимпийский огонь на стадионе зажёг Пааво Нурми, а на башне Ханнес Колехмайнен — оба легендарные финские бегуны. Когда с олимпийским факелом на стадион вбежал Нурми, все спортсмены, кроме финских и советских, вышли из строя, чтобы рассмотреть легенду мирового спорта.
После зажжения Олимпийского огня архиепископ Илмари Сало должен был произнести олимпийскую молитву, но на кафедру поднялся «белый ангел соревнований» — немка Барбара Ротбраут-Пляйер, которая спрыгнула с трибуны прямо на дорожку рядом с кафедрой говорящего. Организаторы быстро увели её оттуда, но она успела сказать несколько слов в микрофон. Целью Пляйер было провозгласить послание мира. Клятву олимпийских спортсменов произнёс 44-летний гимнаст Хейкки Саволайнен, для которого эти игры были пятыми в карьере.

### Спортивные состязания
В соревнованиях приняли участие 4925 спортсменов из 69 различных стран, впервые на Олимпийских играх выступили спортсмены из СССР, Багамских островов, Ганы, Гватемалы, Гонконга, Израиля, Индонезии, Нигерии, Нидерландских Антильских Островов, Таиланда и Южного Вьетнама, а Германия (ФРГ) впервые после Второй мировой войны. Соревнования были организованы в 17 различных спортивных дисциплинах, и в общей сложности было разыграно 149 комплектов наград.
Героями олимпиады стали советский гимнаст Виктор Чукарин завоевавший четыре золотые и две серебряные медали, а также бегун из Чехословакии Эмиль Затопек, который выиграл три золотые награды. Больше всего медалей выиграли спортсмены США (40 золотых, 19 серебряных, 17 бронзовых). Финские спортсмены завоевали 6 золотых, 3 серебряных и 13 бронзовых медалей.

#### Стрельба
Проводилась семь видов соревнований по спортивной стрельбе, шесть из которых были проведены на стрельбище в Малми в условиях сильного ветра. Несмотря на это, в Хельсинки был побит мировой рекорд в стрельбе по «бегущему оленю». Также новые мировые рекорды были установлены по стрельбе из оружия малого калибра и свободной стрельбе. Стрельба из пневматического оружия проводилась на стрельбище Хуопалахти.
Десять стран боролись за медали. Советский Союз завоевал большинство наград, и только Норвегия сумела завоевать две золотые медали. Советский спортсмен Борис Андреев единственный из стрелков выиграл две медали. После завершения состязаний по свободной стрельбе все уже собирались праздновать победу местного спортсмена Вилхо Юлонена, и по радио даже успели передать победный «Марш Пори», но после дополнительного осмотра целей победителем был объявлен норвежец Эрлинг Асбьёрн Конгсхауг.

#### Футбол
Футбольный турнир начался ещё до официального открытия, отборочные игры состоялись 15 и 16 июля в Котке, Лахти, Тампере, Турку и Хельсинки. В турнире участвовали 27 стран, из которых Саар и Мексика решили отозвать свои команды ещё до Игр.
Венгрия выиграла золото, обыграв Югославию в финальной игре со счётом 2:0. Швеция завоевала бронзу. Финальный матч на Олимпийском стадионе собрал 58 533 зрителей. Это был рекорд для Финляндии: никогда прежде такая масса болельщиков не присутствовала на футбольном матче.

#### Баскетбол

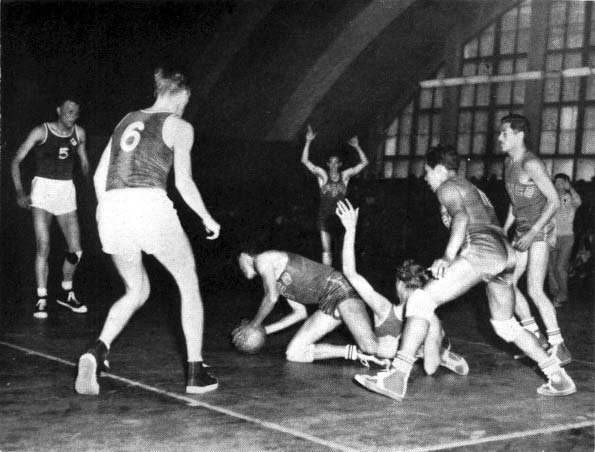
Баскетбольный матч между сборными Финляндии и Мексики

16 национальных баскетбольных сборных приняли участи в Олимпийском баскетбольном турнире, соревнования проходили в два групповых этапа с отбором на последнем этапе четырёх лучших сборных, которые и разыграли золотые награды в полуфинальных и финальном поединке.
Золото выиграли баскетболисты США, которые победили сборную Советского Союза в финальном поединке со счётом 36:25. Финальный матч проходил в очень медленном темпе, сборная СССР искусственно сдерживала темп игр, в надежде таким образом остановить скоростную атаку американских баскетболистов. Соединённые Штаты ранее, на групповом этапе, обыгрывали Советский Союз с явным преимуществом (86:58). Бронзовые медали завоевали уругвайские спортсмены, которые, однако, выразили своё недовольство судейством.

#### Хоккей на траве
До Олимпийских игр МОК было принято решение, что только 12 командам из 16 подавших заявки будет позволено выступить на соревнованиях. Состязания с двумя кругами розыгрышей начались ещё до официального открытия Олимпиады. Финал был проведён 21 июля: на нём встретились команды Индии и Нидерландов. Чемпионами стали спортсмены из Индии, победив со счётом 6:1.

#### Гребля на байдарках и каноэ
Соревнования по гребле были проведены в Тайвалахти с 27 по 28 июля. Были проведены восемь заездов для мужчин и один для женщин, в которых участвовали 159 атлетов из 21 страны. Для Финляндии гребля на байдарках и каноэ стала очень удачным видом спорта, так как из девяти дисциплин финны выиграли в четырёх, а также завоевали одну бронзовую и одну серебряную медаль. Непобедимыми в гребле на байдарке была пара Курт Вирес и Юрьё Хиетанен: они выиграли в заездах на 1000 и 10 000 метров. В единственном женском заезде на байдарках на 500 метров золото завоевала Сильви Саймо: она стала первой финкой, выигравшей золото на летних олимпиадах. Вторую для себя золотую медаль завоевал чемпион предыдущей Олимпиады Йозеф Голечек из Чехословакии, две медали добавил к своей коллекции шведский байдарочник — Герт Фредрикссон.

#### Фехтование
Соревнования по фехтованию проходили в Эспоо в теннисном зале Вестенд. Мужчины соревновались во всех трёх основных видах фехтования — сабле, шпаге и рапире. Состязания проходили как в индивидуальном, так и в командных зачётах. Женщины выступали лишь в индивидуальном зачёте с рапирами. Всего участвовали 250 мужчин и 37 женщин из 32 стран. Как обычно, лучшими в фехтовальных дисциплинах оказались спортсмены из Италии, Венгрии и Франции, завоевавшие золотые медали. Шесть стран разделили между собой все награды. Итальянцы братья Эдоардо и Дарио Манджаротти стали двукратными чемпионами по шпаге, венгерские фехтовальщики завоевали все золотые медали на состязаниях с саблями, а обе золотые медали у рапиристов достались французам.

#### Современное пятиборье
Соревнования по современному пятиборью на олимпиаде проводились в Хямеэнлинне — в Ахвенисто. Всего был заявлен 51 участник из 19 стран. Впервые на Олимпиаде проводились соревнования и в командном зачёте. Медали завоевали шведы, венгры и финны. Шведский спортсмен Ларс Халль получил золото в индивидуальном первенстве, но в командном зачёте лучшими были венгры. Халль стал первым спортсменом — победителем олимпийских игр по современному пятиборью, не являющимся армейским офицером.

#### Бокс
Состязания по боксу проводились с 28 июля по 2 августа в выставочном зале Мессухалли в районе Хельсинки Тёёлё в десяти весовых категориях. Участвовали 240 участников, спортсмены из 17 разных стран завоевали медали. Самими успешными боксёрами оказались спортсмены из Соединённых Штатов, завоевавшие пять золотых медалей. Больше всего медалей получили советские спортсмены, но ни один из них не стал чемпионом в какой-либо категории. Финские боксёры в общей сложности выиграли пять медалей. Американский боксёр Флойд Паттерсон нокаутировал румына Василе Тицэ в поединке за золото по среднему весу в рекордное время — всего за 42 секунды. Американец Норвел Ли получил приз как самый техничный боксёр. Эд Сандерс получил золотую медаль в категории тяжеловесов после дисквалификации шведа Ингемара Юханссона из-за того, что тот был слишком пассивен в поединке. В 1982 году Юханссона всё-таки наградили серебряной медалью.

#### Борьба
Борцы по греко-римской и вольной борьбе соревновались в Хельсинки в восьми весовых категориях. Все поединки по греко-римской борьбе проводились в выставочном зале Мессухалли I, а по вольной борьбе — в выставочном зале Мессухалли II, меньшем по размеру. Соревнования по вольной борьбе проходили с 20 по 23 июля, а по греко-римской борьбе — с 24 по 27 июля. Самыми успешными стали советские борцы, которые завоевали в общей сложности десять медалей, из них шесть золотых, две серебряные и две бронзовые. Шведские атлеты доминировали в вольной борьбе, получив второе место по числу медалей. Самым лучшим атлетом по греко-римской борьбе был Йоханнес Коткас, выступавший за Советский Союз. Он сумел победить во всех своих поединках, управляясь со своими соперниками менее чем за минуту.

#### Тяжёлая атлетика
На олимпийских играх в Хельсинки в семи весовых категориях соревновался 141 тяжелоатлет. Изначально планировались только шесть весовых категорий, но до начала игр была добавлена категория лёгких тяжеловесов, что позволило тяжеловесам поднять предел веса с 82,5 кг до 90 кг. Это дополнение произошло так поздно, что организаторы даже не успели изменить программу состязаний. Соревнования по тяжёлой атлетике проводились в Мессухалли с 25 по 27 июля. Все семь золотых медалей завоевали атлеты из Советского Союза и США. Советские спортсмены всего получили семь наград, но только три из них были золотыми, четыре золота получили американцы. За время соревнований были установлены пять новых мировых рекордов. В категории тяжеловесов Джон Дейвис продолжил своё доминирование над остальными. Он не проиграл ни одного соревнования с 1938 года и продолжил свой победный путь и в Хельсинки.

#### Парусный спорт

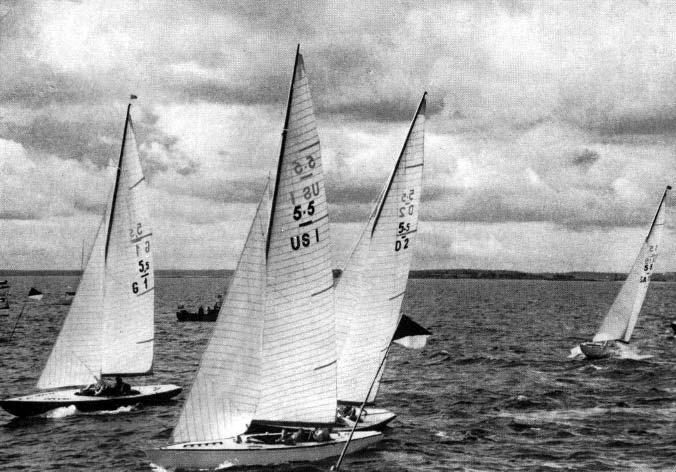
Яхты класса 5,5 mR на дистанции. В этом классе победу одержала американская яхта Комплекс II (US1).

Соревнования по парусному спорту проводились в водах Хельсинки в пяти разных классах яхт с 20 по 28 июля. Лодки большего размера соревновались в Хармайя, а швертботы-одиночки класса «Финн» состязались в водах у острова Лиускасаари. Всего соревновались 93 экипажей из 29 стран. США, Швеция и Норвегия выиграли по три медали, но американцы были единственными, кто смог стать чемпионами в двух классах. В классе тяжёлых швертботов-одиночек «Финн» датчанин Пауль Эльвстрём стал чемпионом с явным преимуществом. Золотая медаль в Хельсинки стала второй в его карьере, и он продолжил свой звёздный путь, став позже первым в истории спортсменом, который сумел выиграть олимпийское золото в индивидуальных дисциплинах на четырёх играх подряд. Будущий олимпийский чемпион Тимир Пинегин был запасным в команде СССР.

#### Велоспорт
На Олимпиаде разыгрывались медали в шести разных дисциплинах: четыре комплекта медалей по разным видам на велотреке и два по шоссейному велоспорту. Всего выступали 214 спортсменов из 36 стран: состязания на треке проводились 29—31 июля, а на шоссе — 2 августа. Все медали были разыграны между семью странами, из которых золотые медали выиграли итальянцы, австралийцы и бельгийцы. Италия оказалась самой успешной страной в соревнованиях, выиграв пять медалей. Двукратным олимпийским чемпионом на велотреке стал австралиец Рассел Мокридж, который победил и в индивидуальном, и в тандемном заезде. Бельгиец Андре Нуайель выиграл заезд на 190 км по шоссе, также выиграв индивидуальное золото и обеспечив Бельгии выигрыш в командном заезде.

#### Конный спорт
На Олимпиаде состязались в выездке, конном троеборье, конкуре в индивидуальном и в командном зачёте. Восемь стран получили медали за верховую езду, и Швеция была, безусловно, самой успешной из всех. Шведы выиграли двойное золото как в выездке, так и по троеборью. Это была первая Олимпиада, на которой выступали и женщины. Датчанка Лис Хартель сумела стать первой женщиной, которая когда-либо выиграла медаль по верховной езде, несмотря на то, что у неё были парализованы ноги ниже коленей.

#### Академическая гребля
Гребцы соревновались в семи разных видах с 20 по 23 июля в Мейлахти или Тайвалахти, где проводились состязания по каноэ, так как место было менее открытым для морского ветра. В общей сложности выступили 409 спортсменов, приехавших из 33 стран.
Спортсмены из 14 стран получили медали, и только американцы сумели получить две золотые медали. Возрастной рекорд поставил француз Бернар Маливуар, выигравший парную гонку в возрасте 14 лет и ставший самым молодым олимпийским чемпионом.

#### Прыжки в воду
По прыжкам в воду проводились состязания в четырёх видах между мужчинами и двух видах среди женщин. Из 12 разыгранных медалей 9 получили спортсмены из США. Патрисия Маккормик стала чемпионкой не только по прыжкам с трёхметрового, но и десятиметрового трамплина.

#### Плавание
На Олимпиаде стало заметно, что возможности спортсменов многократно выросли со времён Олимпийских игр в Лондоне, так как новые мировые рекорды были установлены по всем видам плавания. Самым успешным пловцом стал Форд Конно из США — он завоевал две золотые и одну серебряную медаль. Любопытно, что ни один из мужчин, выступавших в стиле брасс, не вышел в финал по свободному стилю. У женщин Каталин Сёке выиграла две золотые медали, а Эва Новак — одну золотую и две серебряные. Олимпиада 1952 года стала последней Олимпиадой, на которой не было плавания в стиле баттерфляй.

#### Водное поло
21 страна участвовала в соревнованиях по водному поло. Изначально было предложено играть на особых открытых площадках в море, но всё-таки Международная федерация плавания решила, что игры должны проводиться в бассейне. Так как это решение было принято очень поздно, некоторые из матчей пришлось проводить в шесть часов утра из-за изменений в программе.
В финальный тур вышли четыре команды, которые должны были сыграть друг с другом по одному разу и решить, кто чемпион. До последнего матча и у Венгрии, и у Югославии было по две победы. Сами команды своё противоборство закончили ничьей 2:2. Венгрия стала чемпионом из-за лучшей разницы забитых и пропущенных мячей.

#### Гимнастика
В 1952 году на соревнованиях по гимнастике доминировал Советский Союз, чьи спортсмены, несмотря на то что участвовали в олимпийских играх впервые, завоевали девять золотых медалей и в общей сложности 22 раза поднимались на пьедестал. В прошлом на Олимпиадах по гимнастике доминировали Финляндия, Германия и Швейцария, но на сей раз им пришлось довольствоваться скромными успехами. Всего медали были распределены в восьми мужских и семи женских спортивных видах. Самыми лучшими гимнастами были Виктор Чукарин и Мария Гороховская. Чукарин получил четыре золотых и две серебряных медали, а Гороховская получила по медали в каждой из дисциплин. Эти семь завоёванных Гороховской медалей — две золотых и пять серебряных — до сих пор являются рекордом.

#### Лёгкая атлетика

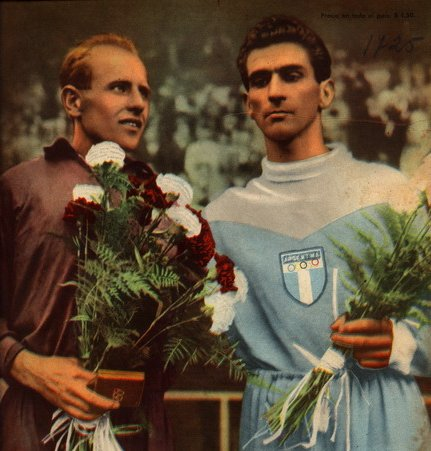
Эмиль Затопек и Рейналдо Горно после марафонского забега.

Соревнования по лёгкой атлетике включали в себя 33 дисциплины, из которых мужчины состязались в 24 дисциплинах, а женщины в 9. Самым успешным оказалось выступление легкоатлетов из Соединённых Штатов, которые выиграли 31 медаль, в том числе девять золотых. Советский Союз добился 17 медалей, среди которых только две золотых, Германия выиграла восемь медалей, но ни одной золотой. Чехословакия считается второй самой успешной страной по лёгкой атлетике в Хельсинки, так как её представители выиграли четыре золотые медали.
Эмиль Затопек выиграл забеги на 5000 и 10 000 метров и марафон, в котором он принимал участие в первый раз в своей карьере. У женщин австралийка Марджори Джексон выиграла 100- и 200-метровые забеги. Новые мировые рекорды были установлены в семи дисциплинах. Адемар Феррейра да Силва четырежды улучшил прежний мировой рекорд по тройному прыжку. В десятиборье Боб Мэтиас установил новый мировой рекорд и победил с преимуществом более 900 очков.

#### Показательные выступления
В соответствии с олимпийскими правилами организаторы могли выбрать два вида спорта, которые должны были показать на Олимпиаде. Один из них мог быть местным, а второй — заграничным видом спорта. На играх в Хельсинки в качестве показательных провели гандбольный и бейсбольный матчи. В матче по гандболу силами мерились Швеция и Дания. Из-за сильного дождя посещаемость игры была скромной. Швеция выиграла со счётом 19:11. На Олимпийском стадионе также провели матч по песапалло — финскому варианту бейсбола. Сразились команды Финского союза песяпалло и Финского рабочего спортивного союза, который закончился со счётом 8:4 в пользу первых. Во время перерывов в обоих матчах публику развлекали мужскими и женскими выступлениями по гимнастике, которые стали самыми массовыми на играх в них приняло участие 1175 спортсменов.

### Страны-участницы
На возможность участвовать на Олимпиаде откликнулись 70 стран, но Гаити приняла участие только в соревнованиях по художественной гимнастике. В целом, вместе с запасными, в Олимпиаде должны были принять участие 5 859 спортсменов, 4 925 из которых, действительно, были на соревнованиях. Крупнейшими странами-участницами стали Советский Союз (впервые дебютировавший на Олимпиаде), Соединённые Штаты Америки, Финляндия, Великобритания, Франция, Италия, Германия и Швеция: от каждой из этих стран выступило более 200 атлетов. Самые маленькие делегации на Олимпиаде были у Китая и Британской Гвианы. Германия соревновалась под флагом ФРГ в первый раз со времён Олимпиады 1936 года в Берлине.
Британские колонии не были информированы о том, что они могут использовать свой собственный флаг, поэтому, когда британское министерство иностранных дел заявило, что страны имеют такую возможность, у организаторов были трудности с изготовлением точных моделей этих флагов. Поэтому часть стран содружества выступала под своим флагом, а часть под флагом Великобритании (так называемым Юнион Джеком (Union Jack)). Нидерландские Антильские острова прошли в марше под флагом Нидерландов, Пуэрто-Рико использовала американский флаг в начале состязаний, а затем использовала свой собственный флаг, так как во время Игр страна объявила о своей независимости. Некоторые группы хотели пройти во время марша под флагом Международного олимпийского комитета. Это не было разрешено, так как в правилах МОК точно оговаривалась необходимость использования государственного флага.
- Австралия
- Австрия
- Аргентина
- Багамские острова
- Бельгия
- Бермуды
- Бирма
- Болгария
- Бразилия
- Британская Гвиана
- Великобритания
- Венгрия
- Венесуэла
- Вьетнам
- Гватемала
- Гонконг
- Греция
- Дания
- Египет
- Золотой Берег
- Израиль
- Индонезия
- Индия
- Иран
- Ирландия
- Исландия
- Испания
- Италия
- Канада
- Китай
- Куба
- Ливан
- Лихтенштейн
- Люксембург
- Мексика
- Монако
- Нигерия
- Нидерланды
- Нидерландские Антильские острова
- Новая Зеландия
- Норвегия
- Пакистан
- Панама
- Португалия
- Польша
- Пуэрто-Рико
- Румыния
- Саар
- СССР
- США
- Сингапур
- Таиланд
- Тринидад и Тобаго
- Турция
- Уругвай
- Филиппины
- Финляндия
- Франция
- ФРГ
- Цейлон
- Чехословакия
- Чили
- Швейцария
- Швеция
- ЮАР
- Югославия
- Южная Корея
- Ямайка
- Япония

### Неофициальный командный зачёт
| Общее количество медалей |              |        |         |        |       |
| №                        | Страна       | Золото | Серебро | Бронза | Всего |
| 1                        | США          | 40     | 19      | 17     | 76    |
| 2                        | СССР         | 22     | 30      | 19     | 71    |
| 3                        | Венгрия      | 16     | 10      | 16     | 42    |
| 4                        | Швеция       | 12     | 13      | 10     | 35    |
| 5                        | Италия       | 8      | 9       | 4      | 21    |
| 6                        | Чехословакия | 7      | 3       | 3      | 13    |
| 7                        | Франция      | 6      | 6       | 6      | 18    |
| 8                        | Финляндия    | 6      | 3       | 13     | 22    |
| 9                        | Австралия    | 6      | 2       | 3      | 11    |
| 10                       | Норвегия     | 3      | 2       | 0      | 5     |

## Другие сведения

### Места проведения соревнований

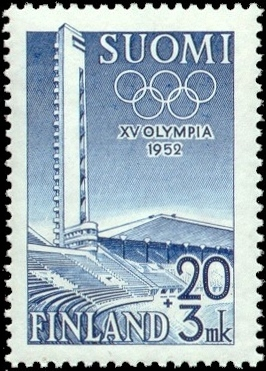
Изображение Олимпийского стадиона Хельсинки на марке

Большая часть мест, где проводились соревнования, были расположены в столичном регионе Финляндии. Современное пятиборье и часть игр по хоккею на траве состоялись в Хямеэнлинне, некоторые из футбольных матчей были проведены в Тампере, Лахти, Котке и Турку. Главной ареной был Олимпийский стадион, на котором были проведены церемонии открытия и закрытия, соревнования по лёгкой атлетике, полуфинальные и финальный футбольние матчи, а также Prix des Nations по конкуру. Стадион строили к Олимпийским играм 1940 года. Он был открыт в 1938 году, но несколько пострадал во время Второй мировой войны. Из-за этого до Игр 1952 года были проведены работы по расширению трибун и ремонту сооружений. Новые временные деревянные трибуны были построены в разных частях стадиона, что увеличило вместимость стадиона до 70 000 человек. Соревнования по плаванию состоялись на плавательном стадионе под открытым небом, который находился всего в нескольких сотнях метров на восток от Олимпийского и состоял из трёх бассейнов: для гонок, для плавания и бассейна для детей. Плавательный стадион мог вместить около 9 500 зрителей, для гонок построили ещё деревянные стенды, и в итоге, вместе со стоячими местами, вместимость в общей сложности стала составлять около 16 000 человек. В непосредственной близости от стадиона находился Мессухалли (ныне спортивная арена Тёёлё), в двух отдельных залах проводилось множество состязаний. В большом зале проводились мужские состязания по гимнастике, борьбе и боксу. В малом зале проходили женская гимнастика, первые матчи по борьбе, тяжёлая атлетика и баскетбол. Примерно в двух милях от Олимпийского стадиона, на севере, расположен велодром Хельсинки, на котором были проведены соревнования по велотреку и хоккею на траве. Первый этап матчей по баскетболу был сыгран во Дворце тенниса, а соревнования по фехтованию были проведены в Эспоо, в теннисном центре Вестенд. Соревнования по стрельбе, кроме стендовой стрельбы, проходили на стрельбище в районе Мальми в 11 километрах от центра Хельсинки. Стендовая стрельба состоялась на трассе Ассоциации финских охотников в Хуополахти. Соревнования по выездке проходили в Рускеасуо, в то время как соревнования по конному троеборью и конкуру — в Тали и Лааксо. В Тайваллахти, в километре от стадиона, был построен стадион для гребли, на котором проводились соревнования по гребле на байдарках и каноэ. Место не было слишком подходящим для состязаний, так как оно открыто для морского ветра. Соревнования по академической гребле проводились в Мейлахти, примерно в трёх километрах от стадиона. Место было гораздо более защищённым, чем в Тайваллахти. У острова с маяком Хармая, в нескольких километрах от побережья Хельсинки, был расположен старт и финиш состязаний в старших классах парусных судов. Между лодками класса «финн» место старта и финиша было недалеко от побережья Лиускасаари. Маршрут марафона проходил по стадиону Кяпюля, по улице Туусула до Мятякиви и обратно. На повороте старой дороги в Туусула позднее был возведён мемориальный камень. В Хямеэнлинне на стадионе Ахвенисто был построен закрытый стадион для пятиборья. Все соревнования по современному пятиборью проводились либо на самом стадионе, либо поблизости.

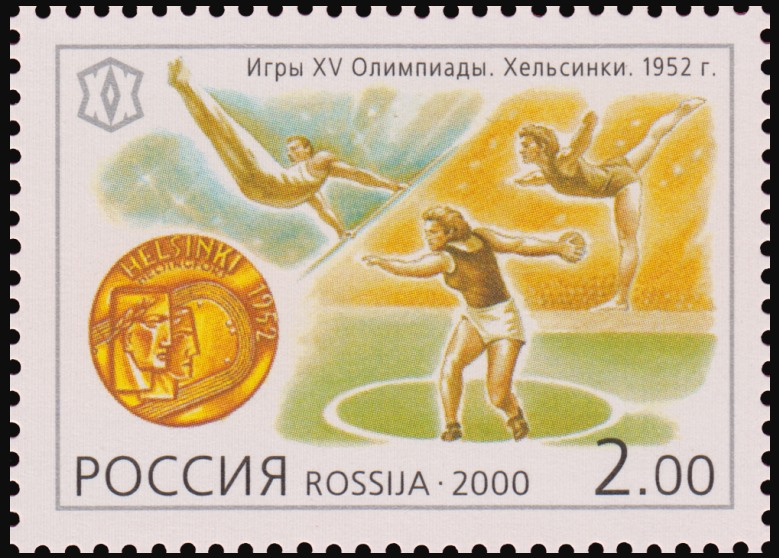
Почтовая марка России, 2000

### Билеты
Опасаясь подделок, организаторы напечатали на билетах водяные знаки, а сами билеты изготовлялись на денежной бумаге. Основной тираж билетов был отпечатан уже в июле 1951 года. Организаторы игр дали возможность всем желающим купить билеты как в Финляндии, так и за рубежом. Билеты продавались в 52 разных странах. Около половины всех билетов были отправлены на продажу за рубеж. Билеты делились на четыре разные ценовые категории — от 300 до 2100 финских марок (приблизительно от 9 до 65 евро). Часть билетов была распродана, так как их покупали не только иностранцы, но и сами финны. В общей сложности было продано 1 376 512 билетов. Прибыль от продажи билетов составила около 965 миллионов марок, или 29,7 миллионов евро.

Входные билеты были напечатаны на бумаги десяти различных цветов, в зависимости от вида соревнований, а также от места на трибунах. Дизайн всех билетов, за исключением цвета, был идентичным. Надписи были напечатаны на финском, шведском, английском и французском языках, в верхнем левом углу была особая пиктограмма с обозначением вида спорта. На оборотной стороне билета была напечатана карта зала. На финских билетах был напечатан только их класс, а на иностранных также указывалась цена в долларах США. Для соревнований по современному пятиборью организаторы позволили городу Хямеэнлинна произвести свои билеты.

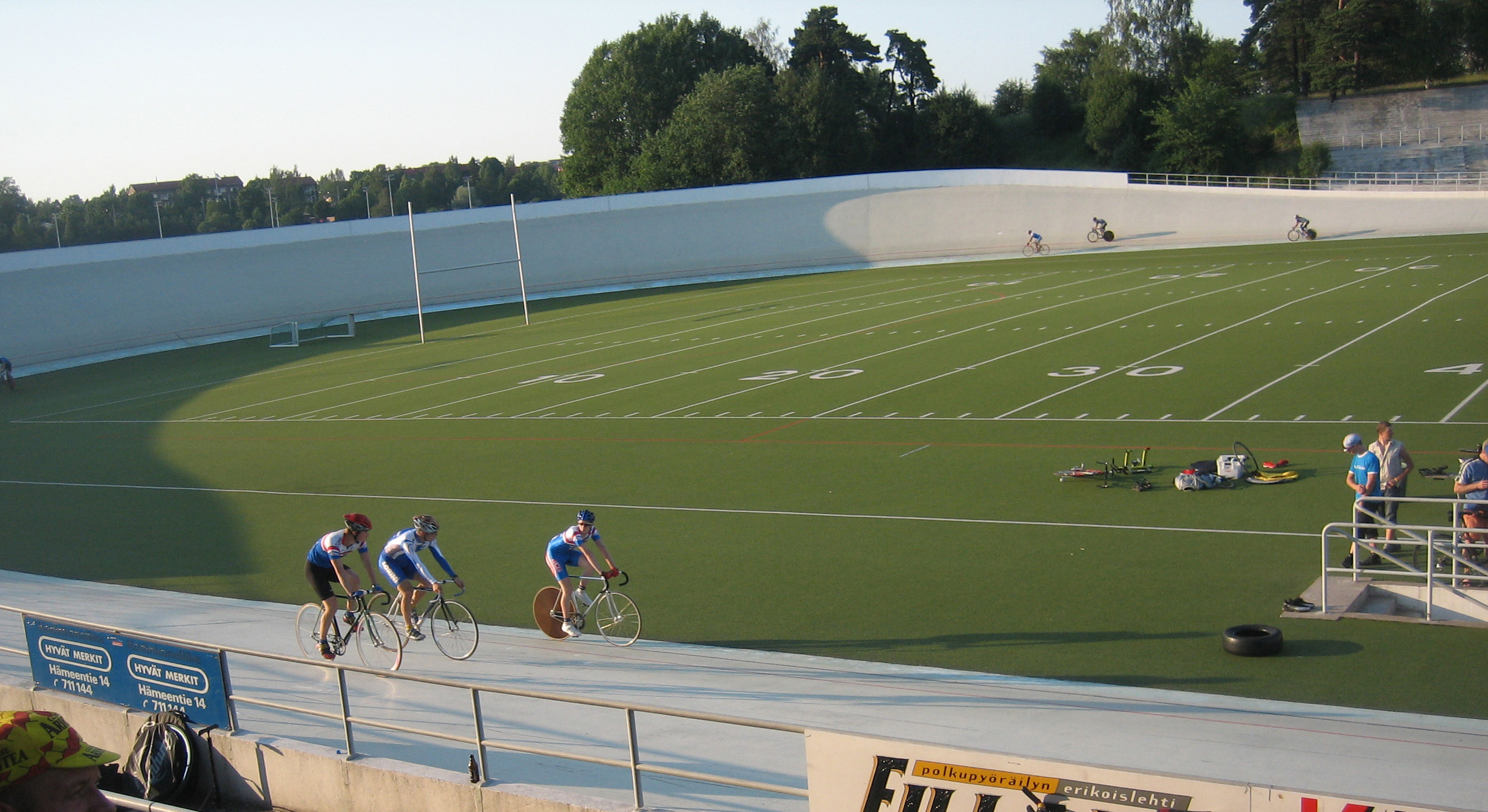
Хельсинкский велодром в 2006 году

### Роль Олимпиады
Олимпиада помогла финнам, городу Хельсинки и Финляндии улучшить свой образ в глазах иностранцев. Эта Олимпиада может рассматриваться как символическое мероприятие, завершившее послевоенный период в истории Финляндии. Восстановление страны к 1952 году было практически закончено, хотя в начале десятилетия многие ещё продолжали жить во времянках. Последние военные репарации были выплачены в сентябре 1952 года, и тогда же были отменены продовольственные карточки.
Хельсинкский городской пейзаж благодаря Олимпиаде был заметно обновлён. Хельсинки интенсивно развивался в конце 1930-х годов, когда был построено, среди прочего, здание Парламента (Eduskuntatalo), Стеклянный дворец (lasipalatsi) и здание почтамта, однако позже развитие городской инфраструктуры было приостановлено. Олимпийская мечта позволила придать новый импульс градостроительству. По сравнению с другими городами — хозяевами Игр, возможностей для развлечений в Хельсинки было немного, поэтому на время Олимпиады в городе открылось множество новых ресторанов и мест отдыха. До Игр в городе уже десятки лет планировалось открытие парка развлечений, но только Игры стали последним стимулом к его основанию. Как только город получил право на проведение Игр, началась планировка развлекательного парка в Алппиле, и 27 мая 1950 года такой парк открылся в районе в Линнанмяки. Благодаря Играм было восстановлено паромное сообщение до Суоменлинны. Дополнительно к этому в подготовке к Играм был построен новый аэропорт, сделан новый причал, проложены асфальтовые дороги и установлены первые в городе светофоры.
Трудно оценить степень влияния Игр на самих финнов: безусловно, Игры положительно повлияли на уверенность финнов в собственных силах, в том, что они могут справиться со сложнейшей задачей в трудных послевоенных условиях. Кроме того, для большинства финнов Игры стали первым крупным международным событием такого масштаба: они оказались в контакте с представителями других рас и цветов кожи.
Нельзя не отметить, что Игры спровоцировали и ожесточённые споры между разными политическими и общественными силами, например, весьма серьёзные разногласия возникли между левой и близкой профсоюзам Финской рабочей спортивной федерацией и Финской национальной спортивной ассоциацией. Несмотря на то что споры прекратились на время Игр, после Олимпиады ситуация между организациями не улучшилась.
Олимпиада положительно повлияла на испорченные войной отношения Финляндии с Великобританией: на Олимпиаду даже приехал принц Филипп, получивший в Финляндии тёплый приём. В целом Олимпиада показала, что Финляндия, будучи частью западного мира, может выступать в роли эффективного международного посредника.
Во время Олимпиады в Финляндии впервые появились и широко распространились новые товары, например Coca-Cola, жевательная резинка и Gin Long Drink компании Alko.

### Обеспечение правопорядка
Полиция в ходе подготовки к Олимпиаде активно «очищала» городские улицы и парки от нежелательных персон, в число которых попадали и люди с нетрадиционной сексуальной ориентацией.

### «Последняя настоящая олимпиада» и «Олимпиада, которая не была закрыта»
Олимпийскиe игры в Хельсинки иногда называют последними истинными Играми, потому что на этих свободных от скандалов Играх во главу угла ставились принципы равенства участников и приветствовался соревновательный дух, а коммерческая составляющая была на втором плане. Это отражено, например, в названии книги Антеро Раэвуори, посвящённой Олимпиаде в Хельсинки, хотя фраза Viimeiset oikeat olympialaiset («последние настоящие олимпийские») применительно к этим Играм популярна только в Финляндии. Её стали вспоминать все чаще в 1970—1980-х годах, потому что именно в это время спортсмены начали активно использовать допинг, Олимпиада 1972 года была омрачена массовым убийством, а игры 1976, 1980, 1984 и 1988 годов бойкотировали многие страны. Олимпийские игры в Хельсинки были менее масштабными в сравнению с другими из-за достаточно скромного бюджета, однако и по сей день Финляндия является самой маленькой страной, где вообще проводились Олимпийские игры. В Мельбурне в 1956 году спортсменов, однако, было меньше, чем в Хельсинки, и вообще игры приобрели значительную популярность только в 1970-е годы. Хельсинкские Олимпийские игры не стали коммерческим, нацеленным на получение прибыли мероприятием, что, впрочем, не помешало польской прессе назвать Олимпийские игры в Хельсинки «отвратительными купеческими состязаниями».
Игры в Хельсинки вошли в историю как Игры, которые формально не были закрыты. На торжественной церемонии, посвящённой их окончанию, президент МОК Зигфрид Эдстрем произнёс большую речь, но забыл закончить её предусмотренными Олимпийской хартией словами: «Объявляю Игры XV Олимпиады закрытыми».